# I sin punto

I sin punto y con punto en mayúsculas y minúsculas.

La ı (I sin punto) es una grafía usada en los alfabetos turco, gagaúzo, azerí y tártaro que proviene de la variación de la I latina usada sin punto. En todas estas lenguas representa el sonido de una vocal cerrada posterior no redondeada, cuyo símbolo fonético es /ɯ/ y el sonido de una vocal abierta anterior redondeada, cuyo símbolo fonético es /ɶ/.
Para diferenciarla de la I con punto, se utilizan dos formas distintas:
- I ı para la I sin punto
- İ i para la I con punto

Por ejemplo, el nombre de la ciudad turca de Diyarbakır utiliza las dos I, lo cual muestra la diferencia en la pronunciación de ambas vocales.

## Ligaduras conIoİ
Las sílabas fi o ffi pueden provocar la desaparición del punto de la i al unirse con la curva superior de la f minúscula. Esto suele suceder en varias fuentes, y debe ser evitado para no producir malas interpretaciones. Muchos celulares no poseen la ı turca, lo que también ha causado interpretaciones erróneas.

## Codificación digital
En Unicode hay un carácter especial para la i sin punto minúscula, que tiene el código U+0131. Puesto que el glifo de la I sin punto mayúscula, es el de una letra I latina normal, no hay un carácter especial para esta.
| Carácter      | I                      | I                      | ı                            | ı                            |
| ------------- | ---------------------- | ---------------------- | ---------------------------- | ---------------------------- |
| Unicode       | LATIN CAPITAL LETTER I | LATIN CAPITAL LETTER I | LATIN SMALL LETTER DOTLESS I | LATIN SMALL LETTER DOTLESS I |
| Codificación  | decimal                | hex                    | decimal                      | hex                          |
| Unicode       | 73                     | U+0049                 | 305                          | U+0131                       |
| UTF-8         | 73                     | 49                     | 196 177                      | C4 B1                        |
| Ref. numérica | &#73;                  | &#x49;                 | &#305;                       | &#x131;                      |